# Paracyathus fulvus
Paracyathus fulvus är en korallart som beskrevs av Alcock 1893. Paracyathus fulvus ingår i släktet Paracyathus och familjen Caryophylliidae. Inga underarter finns listade i Catalogue of Life.